# Al-Abbás ibn al-Walid
Al-Abbás ibn al-Walid fue un general omeya, hijo del califa al-Walid I. Luchó a menudo contra los bizantinos junto con su tío Hisham ibn Abd al-Málik y conquistó la importante fortaleza Capadocia de Tuwani (Tyana) al comienzo del reinado de su padre. Esta era la principal fortaleza griega de la zona y el éxito lo completó con la conquista de la ciudad de Tyana, cercana a la fortaleza, después de un largo asedio (fue conquistada en mayo de 707 según los historiadores árabes y mayo del 709 según los bizantinos).
Después al-Abbás y Maslama dirigieron varias expediciones, juntos o cada uno por su cuenta. Al-Abbás conquistó Sebastopol en Cilicia, mientras Maslama ocupaba Amasia en el Ponto (712). En 713 al-Abbás conquistó Antioquía de Pisidia.
En el año 720, tras la muerte del califa Úmar II, el gobernador de Irak, Yazid ibn Muhállab, se sublevó en Basora y al-Abbás fue enviado contra él. Muerto el rebelde en un combate se restableció la tranquilidad en la zona.
En el reinado de Walid II no se quiso unir a su hermano Yazid en la conspiración de la rama de la dinastía marwánida, pero finalmente cuando estalló la lucha, tuvo que secundar a los golpistas (744). El último califa omeya, Marwán II, lo hizo encarcelar y murió encerrado en Harran durante una epidemia (750).